# Svaipa
Svaipa is een zogenaamde Sameby binnen de Zweedse gemeente Arjeplog. De Sameby is een aanduiding voor een gebied waar de Saami hun rendieren konden hoeden en zich konden voorzien van levensonderhoud. In tegenstelling tot Maskaur heeft het geen echte centraal dorp. Het gebied ligt ten noordwesten van Arjeplog. De gemeenschappelijke spraak is Ume-Samisch. Het gebied ligt rond de berg Svaipa met een hoogte van 1430 meter. Het gebied behoort toe tot de zogenaamde bergsaami (in tegenstelling tot hun oosterburen de bossaami van Maskaur).

## Opmerkingen
De coördinaten zijn van de berg.